# David Frédéric Ellenberger
David Frédéric Ellenberger (* 14. April 1835 in Yverdon, Schweiz; † 27. November 1920 in East London, Südafrika) war ein Schweizer protestantischer Missionar, der lange bei den Baphuthi im heutigen Lesotho wirkte. Er gehörte der Société des missions évangéliques de Paris (SMEP) an.

## Leben
Frédéric Ellenbergers Eltern waren Jakob Ellenberger und seine Frau Salome, geborenen Salchli. Ellenberger begann 1861 seine Missionstätigkeit in der Bethesda-Mission der SMEP bei den Baphuthi. Der Ort liegt in der heutigen südafrikanischen Provinz Freistaat. Ihn begleitete seine Frau Emma Ellenberger, geborene Hartung. Gemeinsam hatten sie elf Kinder. Im ersten Teil des Seqiti-Krieges 1865 bis 1866 schützte er die Gemeindeglieder und erhielt dafür nach der Übernahme des Gebietes durch Buren vom morena Moorosi die Einladung, sich in Masitise im heutigen lesothischen Distrikt Quthing anzusiedeln. 1866 begann die dortige Missionarstätigkeit. Er und seine Familie lebten in einem Haus, das in eine Höhle hineingebaut worden war. Daneben entstanden eine Schule, an der auch Emma Ellenberger unterrichtete, und eine Kirche. Ellenberger unterstützte die Baphuthi, als die britischen Kolonialbehörden Teile ihres Landes konfiszieren wollten.
Nach seinem Eintritt in den Ruhestand verfasste er im Auftrag der britischen Regierung mit Unterstützung seiner Frau und seines Schwiegersohnes J. C. Macgregor das Buch History of the Basuto, Ancient and Modern, das 1912 in London erschien. Vor seinem Tod konnte er Teile davon ins Sesotho übersetzen.

## Nachwirkungen
Mehrere seiner Kinder wirkten in der Folge im südlichen Afrika. Jules Ellenberger (1871–1974) war Resident Commissioner im britischen Protektorat Bechuanaland. René Ellenberger (1873–1944) gründete das Archiv der SMEP in Morija und vollendete die Übersetzung des Buches seines Vaters ins Sesotho. Victor Ellenberger (1879–1974) wurde Pastor in Hlotse und später Missionar im Barotseland. Er veröffentlichte zahlreiche Forschungsarbeiten, ebenso wie zwei seiner Söhne, der Geologe François Ellenberger und der Psychiater Henri Ellenberger.
Ein Teil des Ellenberger-Hauses in Masitise ist als Masitise Cave House Museum eingerichtet und der Öffentlichkeit zugänglich. Dort befinden sich zahlreiche Fundstücke aus dem 19. Jahrhundert.
Die Mission Masitise wird von der Lesotho Evangelical Church in Southern Africa geleitet. Masitise High School gehört zu den größten Sekundarschulen des Landes.

## Werke
- History of the Basuto, Ancient and Modern. Herausgegeben und übersetzt von J. C. Macgregor. Caxton, London 1912.[4]